# Nice Lobão
Abdenice Lobão (Recife, 29 de outubro de 1936) é uma política brasileira, filiada ao Partido Social Democrático (PSD).
Filha de Abdênago Rodrigues de Araújo e Anália Leôncia de Araújo, é casada com o ex-governador do estado do Maranhão e Senador Edison Lobão, com quem tem três filhos.

## Vida política
Foi secretária da Ação Social do Estado do Maranhão, durante o período 1991-1994.
Nice Lobão foi eleita pela primeira vez, deputada federal, pelo estado do Maranhão em 1998, para legislar entre 1999 até 2003, sendo reeleita em 2002 e 2006, em sufrágio universal nas legislaturas de 2003 a 2007 e 2007 até 2010.
Tornou-se conhecida por ser autora do PL n°73/1999 que propõe reserva de 50% das vagas em universidade públicas para estudantes oriundos de escolas públicas. O projeto de lei demorou 13 anos para que chegar a sanção, o que foi feito pela presidente Dilma Rousseff em 2012.
Nos últimos 4 anos, a deputada foi a mais faltosa do Congresso Nacional. Entre as 422 sessões do seu último mandato, entre fevereiro de 2007 e dezembro de 2010, a deputada faltou 240 vezes.
Foi reeleita deputada federal pelo Estado do Maranhão para o período de 2011 a 2014.